# Le Lac-d'Issarlès

Le Lac-d'Issarlès este o comună în departamentul Ardèche din sud-estul Franței. În 1 ianuarie 2022 avea o populație de 251 de locuitori.